# Pseudopanurgus didirupa
Pseudopanurgus didirupa là một loài Hymenoptera trong họ Andrenidae. Loài này được Cockerell mô tả khoa học năm 1908.